# Chiesa di San Norberto all'Esquilino
La chiesa di San Norberto all'Esquilino era una chiesa conventuale di Roma che si trovava nel lato orientale dell'odierna via Agostino Depretis (allora un tratto della via delle Quattro Fontane), nel rione Castro Pretorio, di fronte alla piazza del Viminale. Era dedicata a san Norberto di Prémontré.

## Storia
Questa chiesa fu costruita nel 1627, durante il pontificato del papa Urbano VIII (1623-1644), per un monastero che sorgeva nella sede romana dell'Ordine Premonstratense, dei canonici regolari agostiniani attualmente più noti come "norbertini", in riferimento al loro fondatore, san Norberto di Xanten.
Dopo una grande riforma alla fine del diciottesimo secolo, il monastero fu soppresso durante l'occupazione francese di Roma e non fu rifondato dopo la liberazione. Nel 1833, il complesso fu occupato dalle Suore di Nostra Signora di Rifugio in Monte Calvario, due delle quali sono raffigurate davanti alla chiesa nell'acquerello di Achille Pinelli (1836 circa). Il 23 luglio 1853 in questa chiesa si svolsero le esequie per il cardinale Giacomo Luigi Brignole. Così come vari altri conventi, questo fu secolarizzato nel 1873 e finì per essere demolito alla fine del diciannovesimo secolo. Le suore infine si trasferirono in una chiesa nel rione Esquilino, la cappella di Santa Maria Addolorata all'Esquilino, dove si trovano dei dipinti provenienti dalla chiesa demolita.
La sede attuale dei premonstratensi a Roma si trova al numero 27 di viale Giotto, presso la porta San Paolo, in un luogo noto come "collegio San Norberto".

## Descrizione

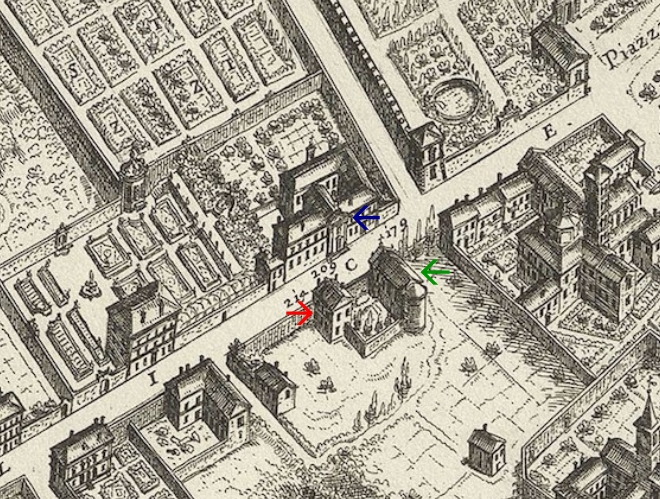
In questa incisione di Giovanni Battista Falda (1676) la chiesa è indicata dalla freccia blu; la freccia rossa indica la chiesa di San Paolo Primo Eremita, quella verde la chiesa di Santa Maria della Sanità (distrutta).

Il luogo dove sorgeva la chiesa si trovava di fronte all'odierna piazza del Viminale e un ricco portale neobarocco di un edificio moderno segna il luogo, anche se probabilmente la linea della facciata si trovava dove ora sorge il marciapiede della via attuale. Questa chiesa era quasi rivolta davanti a quella di Santa Maria della Sanità, un poco più a sud-est.
La pianta, di dimensioni ridotte, aveva la forma di una croce, con una navata lunga e stretta e un transetto con due cappelle laterali esterne. La facciata del convento prospiciente la strada su entrambi i lati era occupata dagli alloggi personali dei religiosi che arrivavano fino alla via del Viminale. Non c'era un chiostro e la chiesa non aveva una facciata propriamente detta oltre al portale (almeno, non all'epoca di Pinelli).
Il portale era molto semplice e si trovava direttamente nella parete del monastero, fiancheggiato da quattro colonne piatte con un balcone alla sommità. Sull'architrave c'era il nome del santo, san Norberto. Sopra questa c'era una finestra rettangolare con la sommità curva; tra questa e il balcone sovrastante c'era un tondo ellittico con un rilievo in stucco del santo sostenuto da due grandi putti sempre in stucco. Tra la finestra e il tondo passava un archivolto.
Nella parete destra c'era Papa Onorio II approva l'ordine di san Norberto e, nell'altare destro, una Apparizione della Vergine a sant'Armando di Stefano Pozzi. Nell'abside c'erano un Sant'Agostino e una Conversazione di san Norberto; sopra l'altare maggiore c'era la scultura in marmo La Vergine appare a san Norberto. Nella parete sinistra c'era un San Norberto in preghiera, sempre di Pozzi.